# Sitio de Valencia (1363)
En el marco de la guerra entre Aragón y Castilla conocida como la guerra de los Dos Pedros, que duró 9 años según la crónica del Ceremonioso, la ciudad de Valencia fue asediada por las tropas castellanas en 1363. 
Dos hechos destacan en este acontecimiento. El rey de Castilla destruyó en gran parte el Palacio Real de Valencia (el Real fue incendiado por las tropas castellanas) y, el reino de Valencia se reconcilió con el rey Pedro IV de Aragón, con el que mantenía unas tensas relaciones a causa de lo sucedido en la Guerra de la Unión, cuando los valencianos hicieron bailar al rey y la reina por la fuerza entre otros sucesos. Fruto de este reencuentro, el rey concedió algunos honores a la ciudad y reino de Valencia, la Real Señera Valenciana coronada sobre franja azul, y el derecho a portar una L mayúscula (dos) a  ambos lados del escudo (un rombo con las cuatro barras del rey, sobre él la corona real y el murciélago o "ratpenat" propio de las armas valencianas) que significan Leal Lealísima, resaltando la resistencia y lealtad al no ceder ante los castellanos. Estos símbolos se pueden encontrar en distintos documentos no solo relacionados con la ciudad de Valencia.

## Los hechos
El rey de Castilla se encontraba asediando Valencia y sus entornos con 6.000 hombres a caballo, mientras Pedro IV se encontraba en las proximidades de Burriana con unos 1700 caballeros, principalmente aragoneses y castellanos enfrentados con el Cruel, algunos caballeros valencianos como El Conde de Denia, el Maestre de la valenciana  Orden de Montesa, mossen Ramón Vilanova, mossen Pere Centelles, mossen Elfo de Proxida con las galeras y dos catalanes, el Conde de Prades y el fraile Guillermo de Guimerá, se acercaron a las proximidades de Sagunto.
Desde Sagunto hicieron hogueras avisando al castellano, que se encontraba en el Grao, y que levantó el sitio y envió una compañía a cerrar el paso a las tropas aragonesas. 
Las huestes aragonesas se acercan a Valencia, las  gentes de mossen Elfo bajan de las Galeras para cubrirles y el rey de Castilla sin presentar batalla se retira dentro del castillo de Sagunto, mientras Pedro el Ceremonioso y sus tropas entran en Valencia siendo recibido el rey con grandes muestras de alegría. La situación dentro de la ciudad era difícil, subsistiendo con pan hecho con harina de arroz y pocas cosas más.
Durante un tiempo, se quedó el Ceremonioso en Valencia, tratando de entablar batalla con el castellano en distintos lugares próximos, Sagunto, Cullera,... si bien Pedro el Cruel rechazó entablar combate. Las correrías del castellano siguieron por otros lugares de Valencia.